# 파이커
파이커는 대한민국의 음악 그룹이다. 2017년 싱글 [기억해줘]로 데뷔했다.

## 방송
- 락쿵 (2022) - Top18

## 음반
- 기억해줘 (2017)
- Hit The Pike (2017)
- 2017 오월창작가요제 실황음반 (2017)
- 제4회 인천평화창작가요제 (2018)
- 2018 유니뮤직레이스 수상작 컴필레이션 앨범 (2018)
- Same ol’ Same ol’ (2020)
- 락쿵 Semi Final Part 1-2 (2022)

## 수상
- 유니뮤직레이스 금상 (2018)
- 제7회 전국 오월창작가요제 대상 (2017)
- 제7회 평택전국밴드노래경연대회 최우수상 (2017)
- 제3회 전국 윤동주창작음악제 금상 (2017)

## CF
- 삼성 갤럭시 노트 10 : 인디밴드 팬편 (2019)